# V съезд народов Терека
V съезд народов Терека проходил во Владикавказе в ноябре 1918 года. В работе съезда участвовали более 700 делегатов.
Съезд проходил в условиях угрозы вторжения на территорию Терской области войск под управлением Тапы Чермоева со стороны Дагестана и Вооружённых сил Юга России под командованием Деникина. Основными вопросами, обсуждаемыми на съезде, были оборона и политическое положение Терской республики, вопросы наделения землёй безземельных горцев и материальной помощи трудящимся. Работой съезда руководила коммунистическая фракция во главе с Серго Орджоникидзе.
Во время проведения съезда ещё продолжалась борьба с остатками контрреволюции в регионе, но общая ситуация складывалась в пользу революционных сил. В отличие от всех предыдущих съездов, основная масса делегатов представляла интересы трудящихся.
Тем не менее, буржуазно-националистические силы во главе с меньшевиком Ахмедом Цаликовым попытались повести за собой основную массу делегатов. Созданное его сторонниками «бюро горских фракций» хотело расколоть единство съезда, на организованном перед съездом собрании агитируя участников съезда создать на Тереке «новую власть». Но большая часть делегатов высказалась за поддержку существующей власти.
В противовес «бюро горских фракций» на съезде была создана фракция горцев-коммунистов. Большинство участников съезда поддержали линию большевиков. Была одобрена работа Совнаркома области и принято решение о формировании новых частей Красной армии для защиты Советской власти. Если после провозглашения Терской республики шёл процесс замены Советов рабочих, крестьянских и солдатских депутатов народными советами, то с осени 1918 года начался обратный процесс.
Съезд принял резолюцию, осуждающую попытки контрреволюционных горских верхов создать независимое государство. Также были приняты решения о наделении 160 тысяч десятин земли для безземельных горцев за счёт наделов казачьих и горских землевладельцев. Малообеспеченным горцам предполагалось выделить финансирование и сельскохозяйственные машины для налаживания хозяйствования на кооперативных началах. Однако из-за вторжения в январе 1919 года на территорию республики Вооружённых сил Юга России под командованием Деникина реализовать решения съезда не удалось.